# Nucléofuge
En chimie organique, un nucléofuge est un substituant ayant la capacité de se détacher d'une molécule et emportant avec lui le doublet impliqué dans la liaison. Le substituant nucléofuge est qualifié de groupe partant, et le reste de la molécule est nommée partie principale ou partie résiduelle. En particulier, dans une substitution nucléophile, le groupe expulsé est un nucléofuge.
Par exemple, lors de l'hydrolyse d'un bromoalcane, le nucléofuge est {\displaystyle {\ce {Br-}}} : 

## Labilité
La capacité d'un nucléofuge à quitter facilement sa partie principale est appelée sa « labilité ». Plus un nucléofuge se détache facilement, plus il est labile. Celle-ci est une notion cinétique.
La labilité d'un substituant augmente avec sa polarisabilité, et avec la stabilité de sa forme isolée c'est-à-dire une fois détachée de l'édifice moléculaire.
Lorsque le substituant nucléofuge appartient à un couple acide-base, on remarque que plus le pKa du couple est faible, meilleur sera le nucléofuge. Par exemple, {\displaystyle {\ce {HO-}}} est une base de pKa égal à 14, et c'est un mauvais nucléofuge.
On peut classer en labilité croissante ces substituants, c'est-à-dire du moins nucléofuge au plus nucléofuge :
- amine {\displaystyle {\ce {NH^2-}}} ;
- méthoxy {\displaystyle {\ce {CH3O-}}} ;
- hydroxyle {\displaystyle {\ce {HO-}}} ;
- carboxylate {\displaystyle {\ce {CH3COO-}}} ;
- fluorure {\displaystyle {\ce {F-}}} ;
- eau {\displaystyle {\ce {H2O}}} ;
- chlorure {\displaystyle {\ce {Cl-}}} ;
- bromure {\displaystyle {\ce {Br-}}} ;
- iodure {\displaystyle {\ce {I-}}} ;
- azoture {\displaystyle {\ce {N3-}}} ;
- thiocyanate {\displaystyle {\ce {SCN-}}} ;
- nitro {\displaystyle {\ce {NO2}}} ;
- tosylate {\displaystyle {\ce {CH3C6H4SO2O-}}} ;
- triflate {\displaystyle {\ce {CF3SO2O-}}}.

La bonne ou mauvaise qualité d'un nucléofuge est une information importante pour les réactions de substitutions nucléophiles et d'éliminations qui sont à la base de nombreuses synthèses organiques.

## Électrofuge
À l'opposé d'un nucléofuge, un électrofuge est un groupe partant qui n'emporte pas la paire d'électrons de liaison. Par exemple, dans la nitration du benzène par {\displaystyle {\ce {NO2+}}}, H+ est l'électrofuge.
Le mot « électrofuge » est communément trouvé dans la littérature plus ancienne, mais son utilisation est maintenant rare.